# Samsung Galaxy S III duos
Samsung Galaxy S3 Duos (Заводской индекс GT-I9300I)-смартфон третьего поколения линейки Galaxy S, версия Samsung Galaxy S3 с двойной SIM-картой от компании Samsung Electronics.